# Massproduktion (skivbolag)
Massproduktion är ett svenskt skivbolag från Sundsvall som startades 1979 av gruppen Massmedia som gav ut skivor med lokala punkband som Massmedia, Vacum, Rasta Hunden, Pizzoar, Krunch och Förbjudna ljud. Sedan 1981 drivs det av Mats Hammerman. Under senare år har man gett ut Garmarna, The Thousand Dollar Playboys, my Orchard, med flera. Några av de grupper som nu ges på bolagets etikett är Marble, The Confusions, Lars Bygdén och Left Hand Solution. Bolaget har även gett ut ett antal återutgivningar av tidig svensk punk exempelvis "Vägra Raggarna Benzin"-samlingarna, den grammisnominerade "Punksvall" samt Traste & Superstararna, Mögel och Motorjoke.